# 中国回教文化教育基金会
中国回教文化教育基金会，是台湾伊斯兰教组织，是台湾第一家为伊斯兰教育所建的文化基地。總部在台北清真寺。

## 历史
1976年2月26日，第一屆中華民國國民大會代表常子春及其兄常子萱捐款新台币3,000,000元，創立中國回教文化教育基金會。1976年4月18日，常子春和常子萱將捐款一次存入臺灣第一商業銀行，中國回教文化教育基金會成立董事會，董事會公推常子春為董事長、常子萱為名譽董事長。1976年10月，中國回教文化教育基金會奉中華民國教育部核准成立。1982年7月，中國回教文化教育基金會在臺灣臺北地方法院辦理財團法人登記。1990年1月14日，中國回教文化教育基金會董監事聯席會，公推中央日報社社長石永貴接任董事長。

## 活动
中国回教文化教育基金会總部设在台北清真寺。该基地已进行了一些如宣传和宣扬伊斯兰文化和教义的活动，为贫困学生提供奖学金，赞助伊斯兰经文翻译、提升全球穆斯林的通信与合作。
他们还为对伊斯兰事务有贡献、作文提升伊斯兰奖学金、对民族、社会、宗教有大贡献、为伊斯兰青年楷模的人颁奖。

## 结构
该基地的机构是：
- 董事会
- 董事会主席
- 执行委员会
- 执行秘书
- 国际文化教育办公室
- 学术办公室
- 青少年活动办公室
- 图书馆办公室
- 财务处
- 顾问

## 外部連結
- 官方网站 （中文）